# James Norris (football)
James Norris, né le 4 avril 2003 à Liverpool, est un footballeur anglais qui évolue au poste d'arrière gauche au Shelbourne FC, en prêt du Liverpool FC.

## Biographie

### Carrière en club
Né à Liverpool en Angleterre, James Norris est formé par le Liverpool FC, où il commence sa carrière professionnelle en championnat d'Angleterre. Il joue son premier match avec l'équipe première du club le 17 décembre 2019, entrant en jeu lors d'un match contre Aston Villa en quarts de finale de l'EFL Cup,,.
Norris est prêté aux Tranmere Rovers en Championnat d'Angleterre de quatrième division lors de la saison 2023-24.
Il est à nouveau prêté en 2025, cette fois au Shelbourne FC en Championnat d'Irlande,.
Le 9 juillet 2025, il joue son premier match de Ligue des champions, entrant en jeu lors de la victoire 1-0 en qualification du Shelbourne FC contre les nord-irlandais du Linfield FC,.

### Carrière en sélection
James Norris est international anglais junior jusqu'à l'équipe des moins de 19 ans à partir de septembre 2021.